# 竹中佳彦
竹中 佳彦（たけなか よしひこ、1964年 - ）は、日本の政治学者。専攻は、政治学・日本政治論。現在は筑波大学大学院人文社会科学研究科教授。
東京都出身。1991年筑波大学大学院社会科学研究科博士課程修了（法学博士）。進藤榮一に師事した。

## 略歴
- 1991年 筑波大学社会科学系助手（-1992年）
- 1992年 北九州市立大学法学部講師
- 1992年 北九州大学法学部助教授（-2001年）
- 2001年 北九州市立大学法学部教授（-2004年）
- 2004年 筑波大学大学院人文社会科学研究科助教授（-2007年）
- 2007年 筑波大学大学院人文社会科学研究科准教授（-2008年）
- 2008年 筑波大学大学院人文社会科学研究教授

## 著作

### 単著
- 『日本政治史の中の知識人――自由主義と社会主義の交錯（上・下）』（木鐸社, 1995年）

### 共著
- （蒲島郁夫）『現代日本人のイデオロギー』（東京大学出版会, 1996年）

### 共編著
- （松岡完・広瀬佳一）『冷戦史――その起源・展開・終焉と日本』（同文舘出版, 2003年）